# Windwehetal
Das Windwehetal ist ein etwa 56,5 Hektar großes Naturschutzgebiet in Leopoldshöhe im Kreis Lippe in Nordrhein-Westfalen.

## Lage
Das Gebiet mit der Objektkennung LIP-037 liegt auf dem Gemeindegebiet von Leopoldshöhe in den Ortsteilen Bechterdissen, Greste und Schuckenbaum.

### Zusammenhang mit anderen Schutzgebieten
Durch den Flusslauf der namensgebenden Windwehe getrennt, die die Grenze zwischen Leopoldshöhe und Bielefeld markiert, befindet sich im Westen auf dem Gebiet der Stadt Bielefeld im Stadtteil Brönninghausen das Naturschutzgebiet „Windweheniederung“ mit rund 29,5 Hektar Größe (BI-018). Östlich grenzt direkt das Landschaftsschutzgebiet Windwehetal und Seitentäler an.

## Charakteristik
Beim Naturschutzgebiet Windwehetal handelt es sich um einen morphologisch ausgeprägten Abschnitt eines Bachtals mit den landschaftstypischen Seitensieken und naturnahem Buchenwald.
Der Bachlauf ist naturnah und hat eine ausgeprägte Dynamik mit bis zu drei Meter hohen Prall- und Gleithängen. Begleitet wird der Bachlauf und die Seitensieke von Galeriewäldern des Bach-Erlen-Eschenwaldes und erlenreichen Stieleichen-Hainbuch-Wäldern, meist durchzogen von nassen Schlenken und Rinnen sowie Weidegebüschen. An gehölzfreien Abschnitten sind Arten des feuchten Grünlandes und zum Teil Rohrglanzgras-Röhrichte vertreten.
Im Osten grenzt ein naturnaher Buchhochwald zum Teil mit Eichen durchsetzt an. An den Talrändern stehen vereinzelt reich strukturierte Feldgehölze.